# موسفت

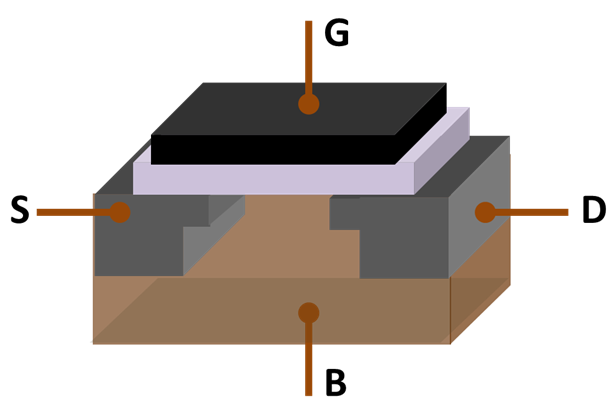
تكوين الموسفت: البوابة (G), الجسم (B), المصدر (S) المصب (D). يفصل البوابة عن الجسم طبقة عازل (أبيض)

ترانزستور الأثر الحقلي للأكاسيد المعدنية لأشباه الموصلات (بالإنجليزية: metal–oxide–semiconductor field-effect transistor اختصاراً MOSFET)‏ وتُقرَأ موسفت، هو ترانزستور حقلي ذو قناة نقل تعتمد في بنائها على المواد شبه موصلة. يتكون من مصدر، ومصب، وبوابة،الجسم .يفصل بين الجسم والبوابة طبقة عازلة. يتحكم الجهد الكهربائي المطبق على البوابة في التيار الكهربي المار من المصدر إلى المصب - مثلما في الصمام الثلاثي حيث يتحكم جهد الشبكة في التيار المار من المهبط(كاثود) إلى المصعد(آنود). وظيفة الموسفت هو فتح وأغلاق دائرة كهربائية،التحكم في الجهود المرتفعة،الفتح والاغلاق السريع،الحماية من قفزات التيار المفاجأة  ويوجد من الموسفت ثلاثة أنواع:
- Nmos
- Pmos
- Cmos

والأنواع الثلاث مقسمة حسب أنواع الأكثرية في المقاحل: نوع n ، ونوع p ، والـ Cmos هو عبارة عن خليط من المقحلين الباقيين.

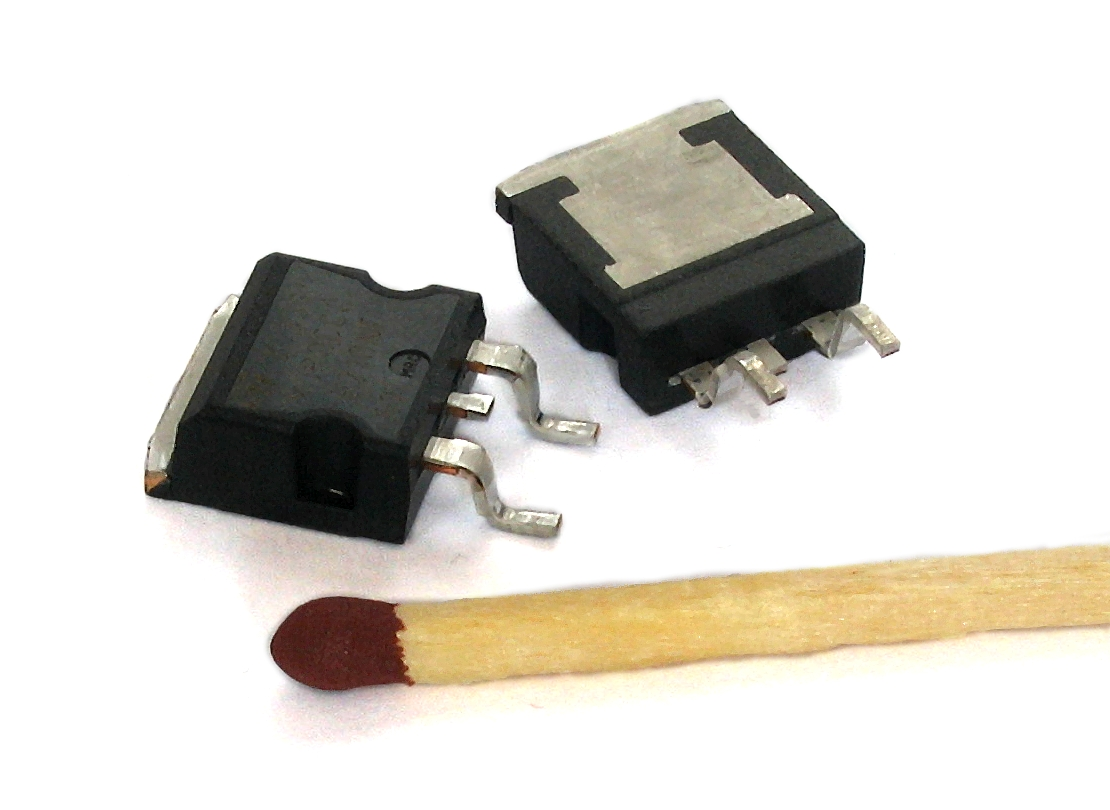
وحدتان من الموسفت. تعمل الواحدة منهما كمفتاح لقطع التيار حى جهد قدره 120 فولط. كما يستطيع تحمل تيار 30 أمبير عندما يفتح التيار. مقارنة بين حجمه وحجم عود كبريت.

كلمة موسفت MOSFET هي اختصار للاسم بالكامل:
metal–oxide–semiconductor field-effect transistor
كما تتداول له عدة أسماء نوع بي: موصّل-بي، قناة-بي، و «موس-بي»، كذلك بالنسبة للنوع إن: موصل-إن، قناة-إن، و «موس-إن». , إذا استخدم كلا المقحلين في دائرة رقمية مثلا فيستخدم لهما تعبير «موس متكامل» (Complementary Metal Oxide Semiconductor (CMOS .

## تاريخه

محاكاة لتكون قناة توصيل التيار عند "حد جهد البوابة" threshold voltage في موسفت. يبلغ حد جهد البوابة هنا 0.45 فولط. الرسم البياني يبين تغير تيار المصب بتغير جهد البوابة.

كانت طريقة تشغيل الموسفت أقدم كثيرا من معرفتنا مقحل ثنائي الأقطاب. وكانت أو تسجيلات لحق الاختراع له مسجلة باسم «يوليوس إدجار» في عام 1926 و «أوسكار ليلينفيلد» في عام 1934 . إلا أن أول إنتاج للموسفت بدأت في عام 1960، عندما توصل الفيزيائون إلى مادة السليكون/أكسيد السليكون، استطاعوا بواسطها إنتاج وصلة سطحية بين شبه موصل وعازل.
واستغنى الناس عن مادة الجرمانيوم التي كانت تكوّن شبه الموصل الأساسي لتصنيع مقحل. إلا أن تصنيع المقاحل يحتاج حجرات نظيفة جدا وتحتاج اتباع نظام دقيق في المعاملة الحرارية أثناء الإنتاج.
ومنذ السبعينيات من القرن الماضي كان تشويب البولي سليكون لاستخدامه في تصنيع البوابة، واستغني عن اللألمونيوم المبخر على السطح. .
ومنذ بداية القرن 21 انصب العلماء على ابتكار نوع جديد يسمى «بوابة معدن عالية كي»
High-k+Metal-Gate-Technik وتم أول إنتاج لها في عام 2007 .

## طريقة عمله

n-Kanal-MOSFET كمقاومة يتحكم فيها جهد كهربائي لتنوير وإطفاء مصباح .(sperrt =غير موصل, leitet = موصّل, sehr groß R_{DS} = المقاومة كبيرة جدا.

للموسفت ثلاثة أطراف: G البوابة (وهي المتحكمة), و D المصب، و S المنبع. (وأحيانا في بعض الأنظمة يكون طرف رابع موصول بالجسم B . ولكن في معظم الأحوال يكون الجسم موصولا داخليا بالمنبع)
يعمل الموسفت (كما هو الحال للشبه الموصل الحقلي) كمقاومة يتحكم فيها بواسطة جهد البوابة، أي أن الجهد البوابة-المنبع UGS يمكن أن يغير «المقاومة» بين المنبع والمصب RDS ، وبالتالي يمكنه تغيير التيار IDS (أو باختصار ID) المار في المقاومة RDS تغيررا كبيرا.
في الشكل  تبين S المنبع وD المصب و G البوابة. البوابة لها حد أدنى للجهد {\displaystyle U_{\mathrm {th} }<0\,\mathrm {V} } (عادة بين 1 فولط - 3 فولط) لكي تعمل، يسمى «جهد العمل». فعندما يكون الجهد المطبق على البوابة أقل من «جهد العمل» فلا تسمح البوابة بمرور تيار في الموسفت، ويبقى المصباح مطفأ (الشكل العلوي).
وعندما يعلو جهد البوابة ليصبح أعلى من «جهد العمل»، عندئذ تسمح البوابة بمرور الإلكترونات من المنبع إلى المصب (بالتالي يسير التيار المصطلح عليه تقنيا من الموجب إلى السالب] ويضيء المصباح.
من الملاحظ أن جهد تشغيل المصباح UDS دائما موجبا.
في الموسفت نوع إن  تكون الإلكترونات الغالبية العظمى لحاملات الشحنة (تشويب نوع إن).
وتسير الإلكترونات في عكس اتجاه التيار المصطلح عليه تقنيا (من الموجب إلى السالب) أي تسير الإلكترونات من السالب إلى الموجب، وهو أتجاه «السهم» في الموسفت.

## أنواع الموسفت
مثلما في شبه الموصل ثنائي الأقطاب يوجد من الموسفت نوعين:«نوع بي» أو «بي-قناة» و «نوع إن» أو «إن-قناة». وعندما يستخدم الاثنان في دائرة كهربائية فيقال عنهما أنه «موسفت متكامل»
complementary MOS .
وعلاوة على ذلك فيوجد من النوعين صنفان آخرين، يختلفان في البنية الداخلية وفي الخواص الكهربائية:
1. منخفض التشويب depletion – موصل للتيار في حالته الطبيعية،
2. عالي التشويب enhancement – حاجز للتيار في حالته الطبيعية.

يغلب استخدام الموسفت عالي التشويب عمليا.

## طريقة استخدام الموسفت
يمكن استخدام الموسفت بثلاثة طرق تعتمد على مقادير الجهود الكهربائية المتصلة بأطرافه.
هذا النمط ابتكره «شيشمان» و «هودجز» ويسمى باسميهما «نموذج شيشمان-هودجز».
سنطرح هنا الثلاثة طرق لاستخدم موسفت-إن، مركز التشويب:

### قطع التيار - العمل تحت حد جهد البوابة
عندما تكون VGS < Vth:
حيث
{\displaystyle V_{GS}} هو جهد انحياز البوابة بالنسبة إلى المصدر، و {\displaystyle V_{th}} هي جهد الحافة (أقل جهد للبوابة يسمح بتشغيل الموسفت)Threshold Voltage.
بسبب أن جهد الحافة أعلى من جهد البوابة يكون الموسفت ليس موصلا للتيار، ولا يوجد تيار من المصب إلى المنبع.

تغير تيار المصب بتغير جهد المصب عند قيم مختلفة لفرق الجهد. العلاقة تكون خطية (أومية) عندما يكون جهد المصب لازال صغيرا ; وبزيادته يصل التيار إلى منطقة التشبع أو "المنطقة النشطة". المنحنى الأحمر يحدد المنطقة الإنتقالية بينهما.

مقطع في موسفت يعمل في المنطقة الخطية (أو الأومية Ohmic region)

مقطع في موسفت يعمل في منطقة التشبع (أو المنطقة النشطة) ، ويرى أتساع قناة بالقرب من جهد الالتقاط pinch-off

طريقة الصمام الثلاثي أو منطقة التناسب الخطي 
عندما تكون VGS > Vth
و (VDS < (VGS – Vth 
يبدأ التيار يسير من المصب إلى المنبع (طبقا لتعريف التيار في التقنية الكهربائية). ويعمل الموسفت كما لو كان مقاومة بين المصب والمنبع ويضبطها جهد البوابة.
الرسم البياني المجاور يبين تزايد التيار بزيادة جهد المصب، وذلك لعدد من قيم فرق الجهد (; (VGS – Vth بين 1 فولط، و 2 فولط و 3 فولط.... إلى 7 فولط.
نجد أن التيار يتاسب تناسبا خطيا مع جهد المصب أولا، ثم يصل إلى تشبع حيث يثبت التيار عند مستوى معين ولا يزيد رغم تزايد الجهد.
المعادلة التي تصف سلوك التيار من المصب إلى المنبع هي:
    {\displaystyle I_{D}=\mu _{n}C_{ox}{\frac {W}{L}}\left((V_{GS}-V_{th})V_{DS}-{\frac {V_{DS}^{2}}{2}}\right)}
حيث:
{\displaystyle \mu _{n}} الحركية الفعالة لحاملات الشحنة،
{\displaystyle W} اتساع البوابة،
{\displaystyle L} طول البوابة،
{\displaystyle C_{ox}} سعة الأكسيد في البوابة.

### منطقة التشبع
منطقة التشبع أو الطريقة النشطة (Saturation mode) 
عندما تكون VGS > Vth
و (VDS ≥ (VGS – Vth
في هذه الحالة ينفتح الموسفت وتنشأ قناة تسمح للتيار بالمرور بين المصب والمصدر. ونظرا لأن جهد المصب أغلى من جهد المصدر فإن الاكترونات تنتشر ولا ينحصر التوصيل في قناة ضيقة بل ينتشر في قناة متسعة واصلة حتى جسم الموسفت.
عند بداية منطقة التشبع حيث تكون جهد المصب مساويا تقريبا من فرق الجهد  VGS – Vth توجد منطقة تسمى «منطقة التقاط» pinch-off تشير إلى عدم تكوّن قناة قرب المصب. ومع أن القناة لا تشمل الموسف بطوله فيكون المجال الكهربائي عاليا بيك المصب والقناة ويستمر التوصيل.
ويكون تيار المصب معتمدا قليلا على جهد المصب ويتحكم فيه جهد البوابة-المنبع، وتصف المعادلة التالية اعتماد تيار المصب على جهد المصب بالتقريب:
    {\displaystyle I_{D}={\frac {\mu _{n}C_{ox}}{2}}{\frac {W}{L}}(V_{GS}-V_{th})^{2}\left(1+\lambda (V_{DS}-V_{DSsat})\right).}

bias; أعلى إلى اليسار:تحت حد البوابة ،اليمين:طريقة المقاومة, أسفل إلى اليسار: بداية الطريقة النشطة (pinch-off)عندما تكون VDS = VGs - Vth و أسفل يمين : الطريقة النشطة VDS> VGs - Vth

هنا ظهر معامل جديد λ, وهو معامل تغير طول القناة ويمثل اعتماد التيار على جهد المصب بسبب «التاثير الابتدائي»، أو «تعديل طول القناة» channel length modulation.
فإذا كانت λ مساوية للصفر يكتسب الموسفت مقاومة عالية ويصعب تقدير تيار المصب، خصوصا في الدوائر التناظرية.
الأشكال التالية توضح ظروف عمل الموسفت في أربعة أنمطة للتشغيل: 
في الأشكال الملونة: نجد مقاومة تصل بين المنبع والجسم حتى لا يكون الجسم تحت جهد.

## تقسيم أجزاء المنبع والمصب للنوعين PMOS و NMOS

CMOS :المدخل Eingang ، المخرج Ausgang.

الشكل يوضح دائرة تتكون من «موسفت نوع إن» و «موسفت نوع بي». السهم داخل الموسفت يشير إلى اتجاه حركة الإلكترونات (وهو اتجاه التيار طبقا للاصطلاح التقني).
المنبع هو العضو الذي تتحرك منه الشحنات في حالة التوصيل في اتجاه المصب.
في الموسفت نوع «قناة-إن» NMOS تكون الإلكترونات أغلبية حاملات الشحنات.
والإلكترونات تسير في عكس اتجاه التيار كما هو مصطلح عليه تقنيا. هنا نجد أن جهد المنبع
{\displaystyle \varphi _{\mathrm {S} }} (−; لأنه أقرب إلى {\displaystyle U_{\mathrm {SS} }}) أقل من جهد المصب
{\displaystyle \varphi _{\mathrm {D} }} (+; فهو أقرب إلى {\displaystyle U_{\mathrm {DD} }}).
وفي حالة الموسف نوع «قناة-بي» PMOS تكوّن الفجوات أغلبية حاملات الشحنة، وهم يسيرون في اتجاه التيار كما هو معترف به من تقنية الكهرباء.
ويتم توصيل المصدر للموسفت نوع «قناة- بي» بالجهد {\displaystyle \varphi _{\mathrm {S} }} (+, وهو أقرب إلى {\displaystyle U_{\mathrm {DD} }}) ويكون أكبر من جهد المصب {\displaystyle \varphi _{\mathrm {D} }} (−; لأنه أقرب إلى {\displaystyle U_{\mathrm {SS} }}).

## اقرأ أيضًا
| - قانون مور - ديود - مقحل حقلي موصول - مقحل معدني مؤكسد - مضخم عملياتي - مقحل حقلي حساس للإشعاع - عازل كهربائي هاي كي | - شبه موصل دخيل - بوابة منطقية - الدارات المنطقية - منطقة انخفاض - أكسدة موضعية للسيليكون - تاريخ الأجهزة الحاسوبية (ستينيات القرن العشرين-الآن) |